# ヒメクイナ

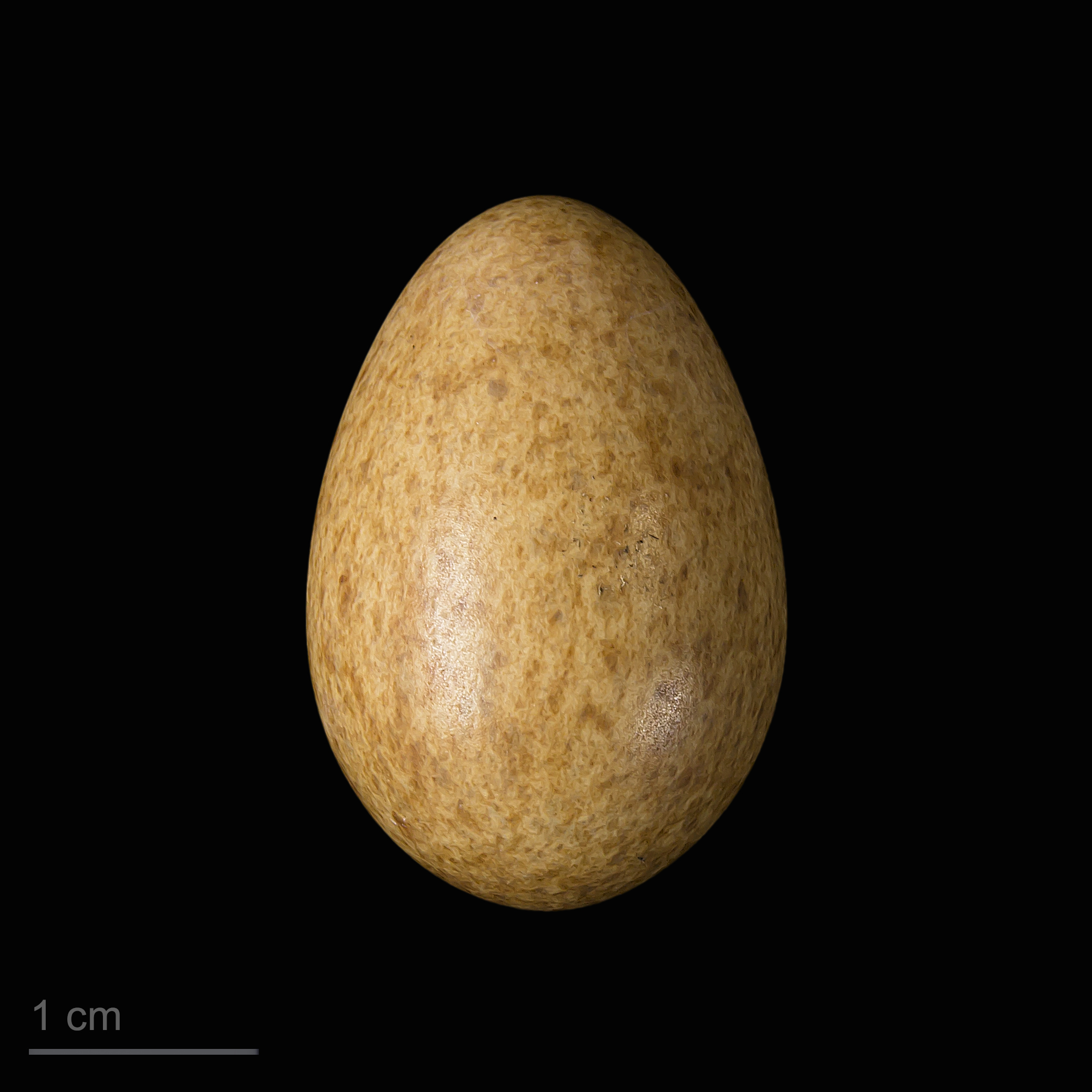
Porzana pusilla

ヒメクイナ（姫水鶏、Zapornia pusilla）は、ツル目クイナ科ヒメクイナ属に分類される鳥類。

## 分布
- Z. p. affinis

ニュージーランド
- Z. p. intermedia (syn. Z. p. obscura)

ヨーロッパ、アンゴラ、ウガンダ、ケニア、ザンビア、ジンバブエ、ソマリア、ナミビア、ボツワナ、マダガスカル、マラウイ、南アフリカ共和国、モザンビーク
- Z. p. mayri

パプアニューギニア
- Z. p. mira

インドネシア（ボルネオ島東部）
- Z. p. palustris

オーストラリア
- Z. p. pusilla

黒海沿岸部からロシア南東部にかけての地域で繁殖し、冬季になるとインド南部、中華人民共和国、フィリピン、マレーシアへ南下し越冬する。
日本では基亜種が夏季に北海道、本州中部以北で繁殖する（夏鳥）が、一部の個体は本州以南で周年生息する（留鳥）。

## 形態
全長16-20センチメートル。翼開張33-37センチメートル。種小名pusillaは「とても小さい」の意。上面や体側面の羽衣は褐色や赤褐色で、体上面の羽毛は外縁（羽縁）が白く羽軸に沿って黒い斑紋（軸斑）が入る。顔や胸部の羽衣は青灰色で、嘴から眼を通り側頭部にかけて褐色の筋模様（過眼線）が入る。体側面や腹部には白と黒の横縞が入る。
虹彩は赤や橙色。嘴の色彩は黄緑色。後肢の色彩は緑褐色。
幼鳥は顔や胸部の羽衣が淡褐色。

## 分類
- Zapornia pusilla affinis
- Zapornia pusilla intermedia (syn. Zapornia pusilla obscura)
- Zapornia pusilla mayri
- Zapornia pusilla mira
- Zapornia pusilla palustris
- Zapornia pusilla pusilla　(Pallas, 1776)　ヒメクイナ

## 生態
湖沼、池、湿原、水田などに生息する。群れは形成せず、単独もしくはペアで生活する。
食性は雑食で、主に昆虫を食べるがクモ、軟体動物、爬虫類、植物なども食べる。水面を泳いだり水生植物の上を徘徊し、獲物を捕食する。
繁殖形態は卵生。繁殖期には縄張りを形成する。水辺の茂みに枯草を組み合わせた巣を作り、日本では5-8月に4-9個の卵を産む。雌雄交代で抱卵し、抱卵期間は14-20日。雛は孵化後すぐに巣から離れ、孵化してから約35日で飛翔できるようになる。生後1年で性成熟する。

## 画像

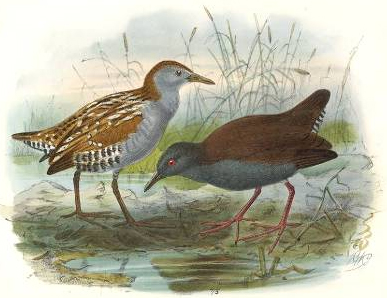
イラスト（左側が本種）